# イワン・グレン級揚陸艦
イワン・グレン級揚陸艦は、ロシア海軍の揚陸艦の艦級である。ロシア海軍では11711号計画型大型揚陸艦（ロシア語: Большие десантные корабли проекта 11711）とも呼ばれる。「イワン・グレン」と「ピョートル・モルグノフ」の2隻で構成される予定であったが、改造された設計の船舶をさらに数隻取得する予定であることが後にロシア海軍から発表された。

## 設計・建造
イワン・グレン級揚陸艦の排水量は5,000〜6,000トンで、最大13輌の主力戦車または36台の装甲兵員輸送車と300人の海兵隊を運ぶことができる。艦級の最初の艦である「イワン・グレン」は、2004年12月23日に起工した。「イワン・グレン」の船体は2010年11月末までに完成した。2010年10月9日、船舶の作業を増やす契約が締結された。2012年5月18日に進水し、2014年までにロシア海軍に引き渡される予定だった 。「イワン・グレン」の引き渡しは2015年まで延期され、2番艦である「ピョートル・モルグノフ」は2014年10月に就役した。「イワン・グレン」は、2016年6月にバルト海で海上公試を開始した。ロシアの情報筋によると、主船の試運転の遅れは、船体の安定性やエンジンの問題など、いくつかの設計上の欠陥によるものだった。
2018年5月3日、1番艦である「イワン・グレン」は、ロシア国防省の国家受け入れ委員会によってバルト海で行われた海上公試を無事に完了し、2018年6月20日に就役した。
当初、「ピョートル・モルグノフ」に続いてさらに多くの艦を建造する計画はなかった。しかし、2018年12月、ロシアの統一造船会社の責任者は、ロシアが追加の改良したイワン・グレン級揚陸艦を追加で2ないし3隻発注する予定であると発表した 。2019年4月9日、ロシア国防相のセルゲイ・ショイグは、2019年4月23日にさらに2隻の11711号計画型揚陸艦を建造すると発表した。 
2019年4月23日、カリーニングラードのヤンター造船所での式典で、2隻の改良された11711号計画型の揚陸艦、「ウラジミール・アンドレーエフ」と「ヴァシリー・トルシン」の建造に着手された。 これらは、上部構造の変更、排水量の増加、16D49エンジン、より大きな寸法、単一の上部構造、およびカモフKa-52K艦載攻撃ヘリコプターを搭載する機能という変更がされている。拡大した船体の排水量はベースラインバージョンと比較して最大40%大きいか、最大9240トン（一部の情報源では7,000〜8,000トンの排水量しかないと示唆されている） 、輸送量は100％（戦車26輌まで）大きいとされている。ロシア海軍への引き渡しは、それぞれ2023年と2024年に予定されている。
「ピョートル・モルグノフ」は2020年12月23日に就役し、二等艦長Vyacheslav Solovyovの指揮の下、セヴェロモルスクの常設基地に2021年1月30日到着した。  

## 同型艦
全艦がカリーニングラードのヤンター造船所で建造される。
| 艦名                         | 由来                                                     | 船体番号   | 起工            | 進水           | 就役            | 海軍       | スターテス |
| ---------------------------- | -------------------------------------------------------- | ---------- | --------------- | -------------- | --------------- | ---------- | ---------- |
| イワン・グレン               | イワン・グレン海軍中将                                   | 135        | 2004年 12月23日 | 2012年 5月18日 | 2018年 6月20日  | 北方艦隊   | 就役中     |
| ピョートル・モルグノフ       | ピョートル・モルグノフ少将                               | 017（117） | 2015年 6月11日  | 2018年 5月25日 | 2020年 12月23日 | 北方艦隊   | 就役中     |
| ウラジーミル・アンドレイエフ | ウラジミール・アレクサンドロヴィッチ・アンドレイエフ提督 |            | 2019年 4月23日  | 2022           | 2023            | 太平洋艦隊 | 建造中     |
| ヴァシリー・トルシン         | 少将VasilyProkofiyevichTrushin                           |            | 2019年 4月23日  | 2022           | 2024            | 太平洋艦隊 | 工事中     |
| セルゲイ・カバノフ           |                                                          |            | 2025年          |                |                 |            | 建造中     |